# Benjamin Hassan
Benjamin Hassan (ur. 4 lutego 1995 w Merzig) – libański tenisista, reprezentant kraju w rozgrywkach Pucharu Davisa, olimpijczyk.

## Kariera tenisowa
W karierze zwyciężył w dwóch singlowych oraz czterech deblowych turniejach rangi ITF.
W 2024 roku otrzymał miejsce uniwersalne, dzięki któremu mógł wystąpić na igrzyskach olimpijskich w Paryżu. W pierwszej rundzie turnieju gry pojedynczej pokonał Christophera Eubanksa, natomiast w drugiej rundzie przegrał z Sebastiánem Báezem. Hassan wystąpił również w rozgrywkach gry podwójnej. Startując w parze z Hadym Habibem, odpadł w pierwszej rundzie turnieju po porażce z australijską parą Matthew Ebden-John Peers.
W rankingu gry pojedynczej najwyżej był na 143. miejscu (17 czerwca 2024), a w klasyfikacji gry podwójnej na 359. pozycji (22 sierpnia 2022).